# Заорешье
Заорешье — деревня в Скребловском сельском поселении Лужского района Ленинградской области.

## История
Деревня Зарешья упоминается на карте Санкт-Петербургской губернии 1792 года А. М. Вильбрехта.
Деревня Заорешье, состоящая из 24 дворов и при ней усадьба помещика Сукина, обозначены на карте Санкт-Петербургской губернии Ф. Ф. Шуберта 1834 года.

ЗАОРЕШЬЕ — усадище и деревня, принадлежат: артиллерии штык-юнкеру Петру Мартемьянову, число жителей по ревизии: 50 м. п., 52 ж. п.

генерал-майору Мирковичу, число жителей по ревизии: 7 м. п., 7 ж. п.

генерал-адъютанту Сукину, число жителей по ревизии: 14 м. п., 17 ж. п.

поручице Марье Бараусовой, число жителей по ревизии: 26 м. п., 27 ж. п. (1838 год)

Деревня Заорешье из 24 дворов отмечена на карте профессора С. С. Куторги 1852 года.
В середине XIX века в деревне была воздвигнута деревянная часовня во имя святых мучеников Флора и Лавра.

ЗАОРЕШЬЕ — деревня господ Бараусовой, Мартемьяновых и Марковича, по просёлочной дороге, число дворов — 31, число душ — 100 м. п. (1856 год)

ЗАОРЕШЬЕ — деревня владельческая при озере Вреве, число дворов — 38, число жителей: 100 м. п., 90 ж. п. (1862 год)

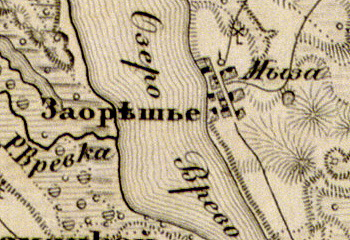
Деревня Заорешье на карте 1863 года

Согласно карте из «Исторического атласа Санкт-Петербургской Губернии» 1863 года в деревне Заорешье находилась мыза и ветряная мельница.
В 1867—1869 годах временнообязанные крестьяне деревни выкупили свои земельные наделы у А. П. Мартьянова и стали собственниками земли.
В 1868—1869 годах временнообязанные крестьяне выкупили свои земельные наделы у М. В. Кришкевич и В. Я. Родиной.
В 1870 году крестьяне выкупили наделы у А. А. Мавриной.
В 1874—1882 годах были выкуплены земельные наделы у П. П. Мартьянова.
В 1880—1881 годах были выкуплены наделы у А. Ф. Миркович.
Согласно материалам по статистике народного хозяйства Лужского уезда 1891 года, одно имение при селении Заорешье площадью 489 десятин принадлежало наследникам дворян Глинок-Мавриных, оно было приобретено до 1868 года; второе имение — площадью 7 десятин, принадлежало мещанке Е. И. Грачёвой, оно было приобретено в 1878 году; третье имение — площадью 26 десятин, принадлежало жене лужского мещанина А. М. Банко, оно было приобретено в 1889 году; четвёртое имение принадлежало жандармскому унтер-офицеру И. А. Сегидову. Кроме того, одна усадьба Заорешье площадью 256 десятин принадлежала жене цехового мастера М. И. Никитиной, она была приобретена в 1881 году за 5000 рублей; вторая усадьба — площадью 54 десятины, принадлежала дворянке Е. Н. Мартьяновой с детьми, усадьба была приобретена до 1868 года; третья усадьба Заорешье принадлежала вдове капитана В. Д. Мартьяновой, усадьба также была приобретена до 1868 года.
По данным «Памятной книжки Санкт-Петербургской губернии» за 1900 год деревня называлась Заоренье.
В XIX веке деревня административно относилась ко 2-му стану Лужского уезда Санкт-Петербургской губернии, в начале XX века — к Югостицкой волости 5-го земского участка 4-го стана.
По данным «Памятной книжки Санкт-Петербургской губернии» за 1905 год деревня называлась Злорешье и образовывала Злорешское сельское общество, землёй в деревне владели:
- дворянка Варвара Дмитриевна Мартьянова — 119 десятин
- наследники поручика Петра Панкратьевича Мартьянова — 229 десятин
- жена купца Мария Ивановна Никитина — 256 десятин[17].

С 1917 по 1923 год деревня Заорешье входила в состав Бродского сельсовета Югостицкой волости Лужского уезда.
С 1923 года, в составе Передольской волости.
С 1924 года, в составе Бутковского сельсовета.

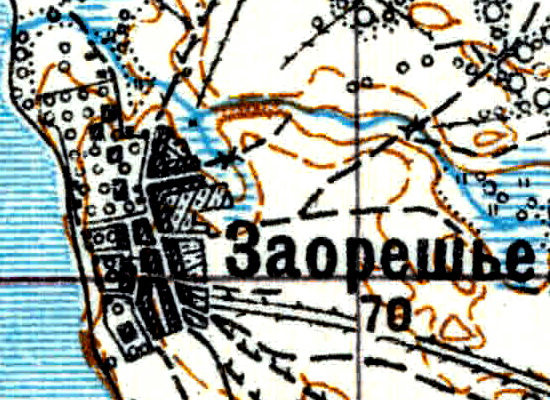
Деревня Заорешье на карте 1926 года

Согласно топографической карте 1926 года деревня насчитывала 70 дворов.
С 1927 года, в составе Лужского района.
По данным 1933 года деревня Заорешье входила в состав Бутковского сельсовета Лужского района.
C 1 августа 1941 года по 31 января 1944 года деревня находилась в оккупации.
В 1958 году население деревни Заорешье составляло 196 человек.
По данным 1966 года деревня Заорешье также входила в состав Бутковского сельсовета.
По данным 1973 и 1990 годов деревня Заорешье входила в состав Скребловского сельсовета.
В 1997 году в деревне Заорешье Скребловской волости проживали 39 человек, в 2002 году — 32 человека (все русские).
В 2007 году в деревне Заорешье Скребловского СП проживали 24 человека.

## География
Деревня расположена в южной части района на автодороге 41К-676 (подъезд к дер. Заорешье).
Расстояние до административного центра поселения — 10 км.
Расстояние до ближайшей железнодорожной станции Луга I — 30 км.
Деревня находится на восточном берегу озера Врево.

## Демография
| 1838 | 1862 | 1958 | 1997 | 2007 | 2010 | 2017 |
| ---- | ---- | ---- | ---- | ---- | ---- | ---- |
| 201  | ↘190 | ↗196 | ↘39  | ↘24  | ↗67  | ↘47  |

## Известные уроженцы
- Зиновий Васильевич Емельянов (1907—1956) — командир 22-го зенитно-пулемётного полка во время Великой Отечественной войны

## Достопримечательности
- Древнее городище[6]
- Каменная часовня во имя святителя Николая Чудотворца освящена 25 августа 2015 года[29]

## Улицы
Адмиральский переулок, Александра Невского, Бараусовская, Виноградная, Вишнёвая, Гатчинская, Зелёная, Кузнечный переулок, Лесная, Луговая, Новая, Озёрная, Полевая, Прудный тупик, Рыбацкий проезд, Сливовая, Солнечная, Солнечный тупик, Тайваньская, Центральная.